# Pseudodorcus hydrophiloides
Pseudodorcus hydrophiloides is een keversoort uit de familie vliegende herten (Lucanidae). De wetenschappelijke naam van de soort is voor het eerst geldig gepubliceerd in 1845 door Hope & Westwood.